# Долина Оазе
Долина Оазе (фр. Val-d'Oise) департман је у северној Француској. Припада региону Париски регион, а главни град департмана (префектура) је Понтоаз. Департман Долина Оазе је означен редним бројем 95. Његова површина износи 1.246 км². По подацима из 2010. године у департману Долина Оазе је живело 1.171.161 становника, а густина насељености је износила 940 становника по км².
Овај департман је административно подељен на:
- 3 округа
- 39 кантона и
- 185 општина.